# Alexandra Boulat
Alexandra Boulat (* 2. Mai 1962 in Paris; † 5. Oktober 2007 ebenda) war eine französische Kriegsfotografin.

## Biografie
Alexandra Boulat wurde 1962 in Paris geboren. Ihr Vater Pierre Boulat (1925–1998) war ein Fotograf von internationalem Ruf, der unter anderem viele Jahre für das amerikanische Magazin Life arbeitete. Alexandra Boulats Mutter Annie Boulat ist die Gründerin der französischen Fotoagentur Cosmo mit Sitz in Paris.
Nach dem Abitur studierte Alexandra Boulat Grafikdesign und Kunstgeschichte an der École des Beaux-Arts in Paris und arbeitete eine Zeit lang als Malerin, bevor sie sich ab 1989 dem Fotojournalismus zuwandte und bei Sipa Press, einer großen französischen Bildagentur, unter Vertrag kam. In ihren Bildern aus Kriegs- und Krisengebieten erzählt Boulat menschliche Schicksale aus ungewöhnlicher Sicht. Häufig begleitete sie Flüchtlinge und Frauen in ihrem Versuch, offensichtliches Leid zu überwinden. Ihre Fotos erschienen im stern, dem TIME Magazine, National Geographic Magazine und anderen Printmedien weltweit.
Am 9. September 2001 gründete sie mit acht weiteren Kriegsfotografen, darunter James Nachtwey und Gary Knight, die alternative Agentur VII mit Sitz in New York und Paris.
2003 erhielt sie den 2. Preis in der Kategorie Art Stories des World Press Photo Award.
Seit 2006 lebte Boulat in Ramallah und teilte ihre Zeit zwischen Paris und Palästina, der Heimat ihres Lebensgefährten, des Regisseurs Issa Freij. Zu ihren letzten Arbeiten zählen Fotoreportagen aus den besetzten Gebieten, dem Alltag unter der israelischen Besatzung und das Aufkommen der Hamas. In Deutschland ist Alexandra Boulat durch zahlreiche Ausstellungen bekannt geworden.
Im Juni 2007 erlitt Boulat in Jerusalem eine Hirnblutung. Nach einer Notoperation wurde die Fotografin nach Paris ausgeflogen. Ohne das Bewusstsein wiederzuerlangen, starb sie am 5. Oktober 2007 im Alter von 45 Jahren.

## Auszeichnungen
- 2003: World Press Photo Award 2. Preis in der Kategorie Art Stories